# オニルリソウ
オニルリソウ（鬼瑠璃草、学名：Cynoglossum asperrimum）は、ムラサキ科オオルリソウ属の越年草。

## 特徴
茎は直立し、上部は斜上してよく分枝し、長さ2mmになる開出毛が生え、高さ60-120cmになる。根出葉はロゼット葉となり、花期には枯れて生存しない。茎につく葉は互生し、葉身は長楕円状披針形で、長さ10-20cm、幅2-3.5cmになり、先端と基部はとがり、基部には短い葉柄がある。葉質は薄く、表面には、まばらに細くて硬い長さ1mmほどの毛が生える。植物体全体に粗い開出毛が目立つ。
花期は6-8月。花序は枝先に数個互生して斜上し、花序は巻散花序になり、はじめ先端が巻いているが後に長さ15-20cmに伸びる。花序には苞はなく、まばらに多数の花をつける。花柄は花時に長さ2-3mmになり、果時に長さ5-6mmに伸びる。萼は深く5裂し、裂片は長さ約2mmになり、果時には4-5mmになる。花冠は径3-4mmと小さく、淡青紫色で5裂し、裂片は卵円形で、花冠喉部に付属体がある。雄蕊は5個あり、花冠内部につく。花柱は1個ある。果実は下向きにつき、やや扁平な楕円体の4つの分果になり、分果の長さは3-4mm、先端が鉤状になった太い刺が密生し、動物や衣服にくっついて散布されるひっつき虫になる。

## 分布と生育環境
日本では、南千島、北海道、本州、四国、九州に分布し、山地の林内、林縁、草地に生育する。国外では朝鮮半島に分布する。

## 名前の由来
和名オニルリソウは、「鬼瑠璃草」の意で、中井猛之進 (1923) による命名である。
種小名（種形容語）asperrimum は、「非常に粗面の」の意味。

## 分類
中井猛之進 (1923) は、東京植物学会の『植物学雑誌』に、"Notulæ ad Plantas Japoniæ et Koreæ XXIX” および「日本産おほるりさうハ四種アツテ皆新種デアル」を発表し、本種のほか、高知県に産し、葉の表面の毛は稀に生え、葉が著しくとがるもを「トサルリソウ（土佐瑠璃草）」Cynoglossum tosaense Nakai (1923) として独立種とし、また、北海道に産し、オニルリソウの毛が一層多く、花序に長毛が生えるものを「エゾルリソウ（蝦夷瑠璃草）」Cynoglossum asperrimum Nakai var. yesoense Nakai (1923) として、オニルリソウの変種とした。現在は、両種ともにオニルリソウに合一されている。
同属のオオルリソウ Cynoglossum furcatum Wall. var. villosulum (Nakai) Riedl (1994)は本種によく似る。本種の茎には長さ2mmになる開出毛が生え、植物体全体に粗い開出毛が生え、葉先はとがり、葉質は薄く、葉の毛はまばらである。それに対し、オオルリソウの茎には下向きの短い圧毛が生え、触るとザラザラし、葉先は鈍頭で、葉質はやや厚く、短毛が多い。また、本種の日本での分布域は、南千島、北海道、本州、四国、九州であるが、オオルリソウは、本州の中部地方以西、四国、九州である。

## ギャラリー

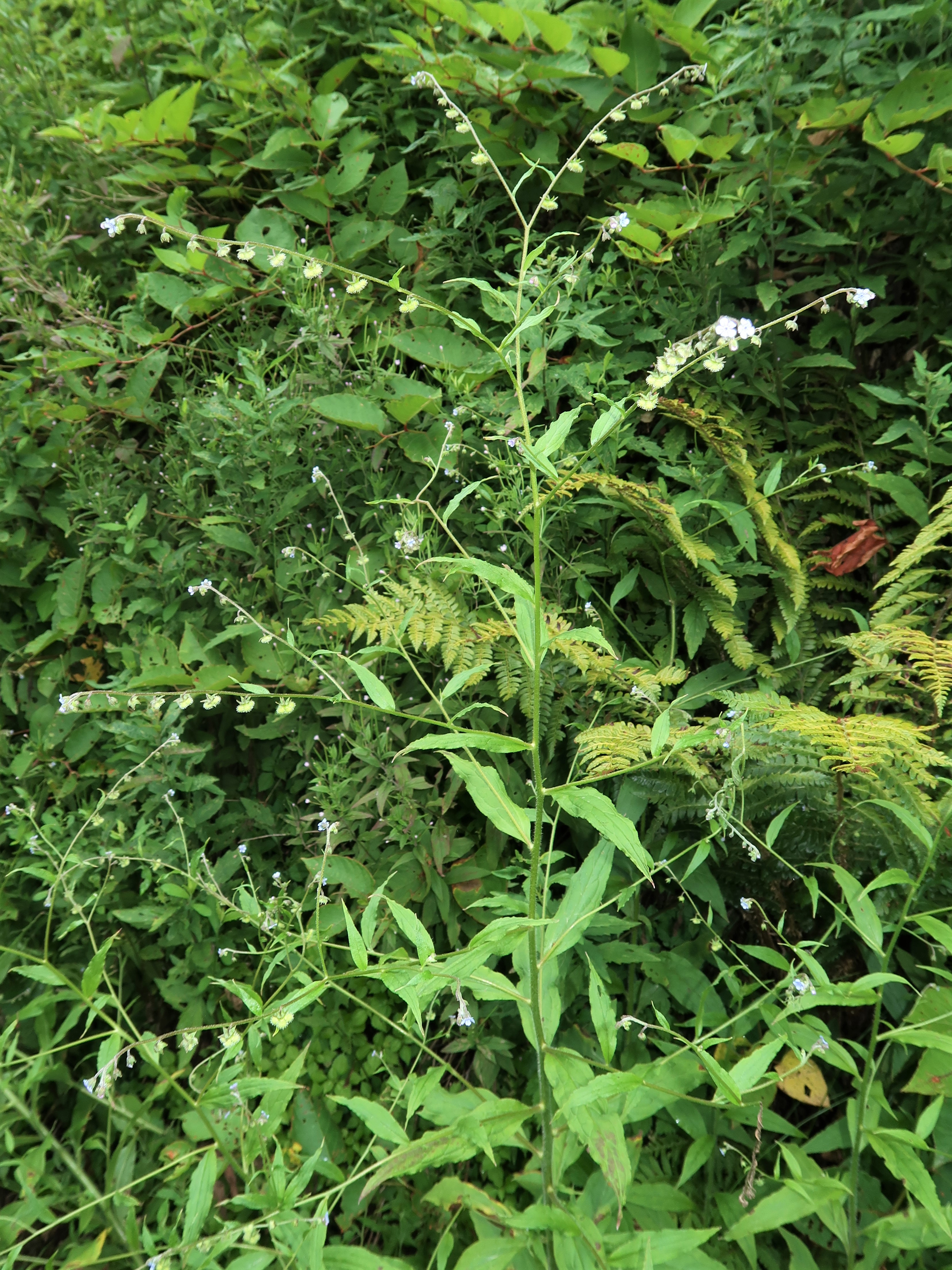
花序は枝先に数個互生して斜上する。
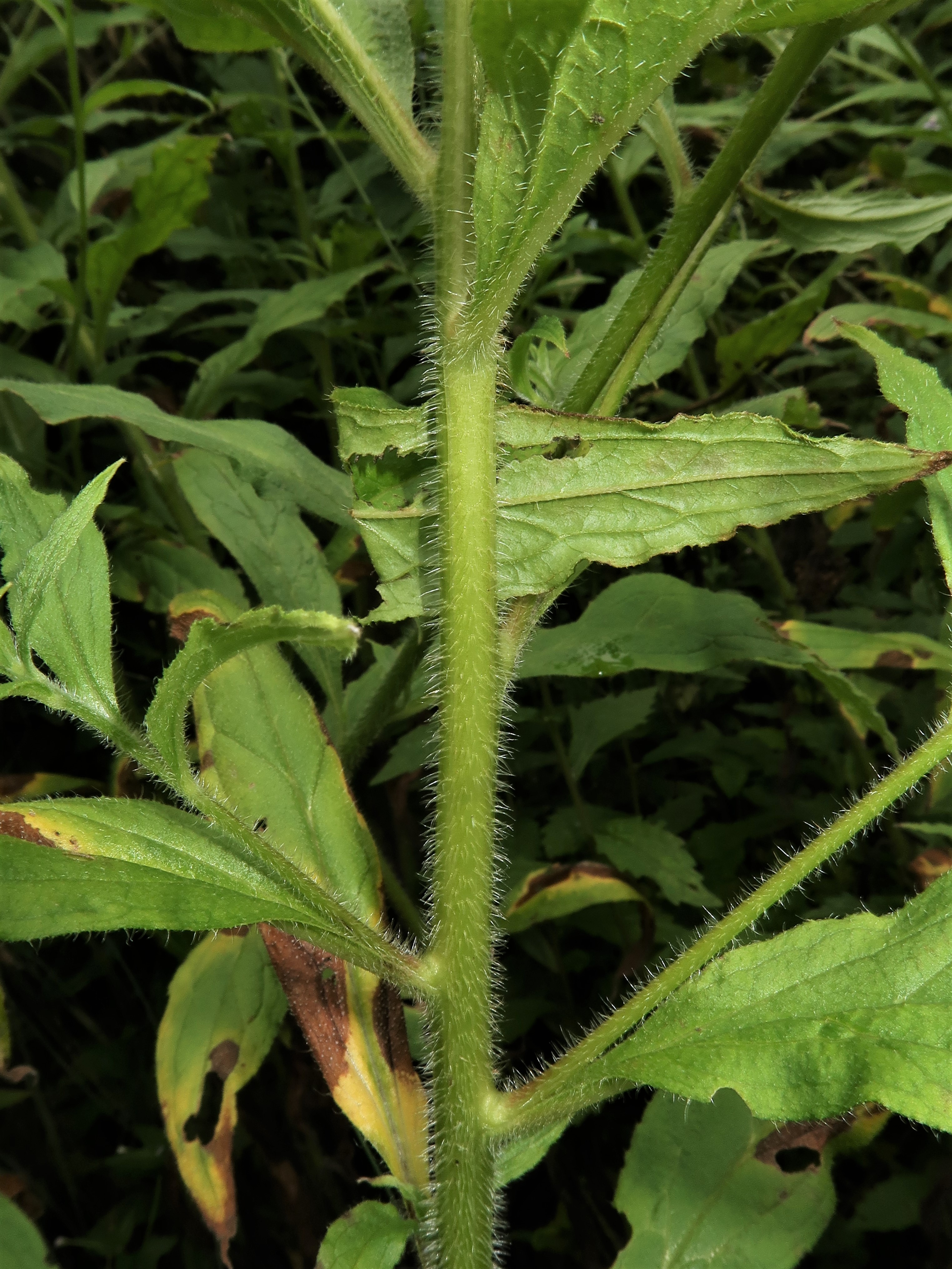
茎に長さ2mmになる開出毛が生える。
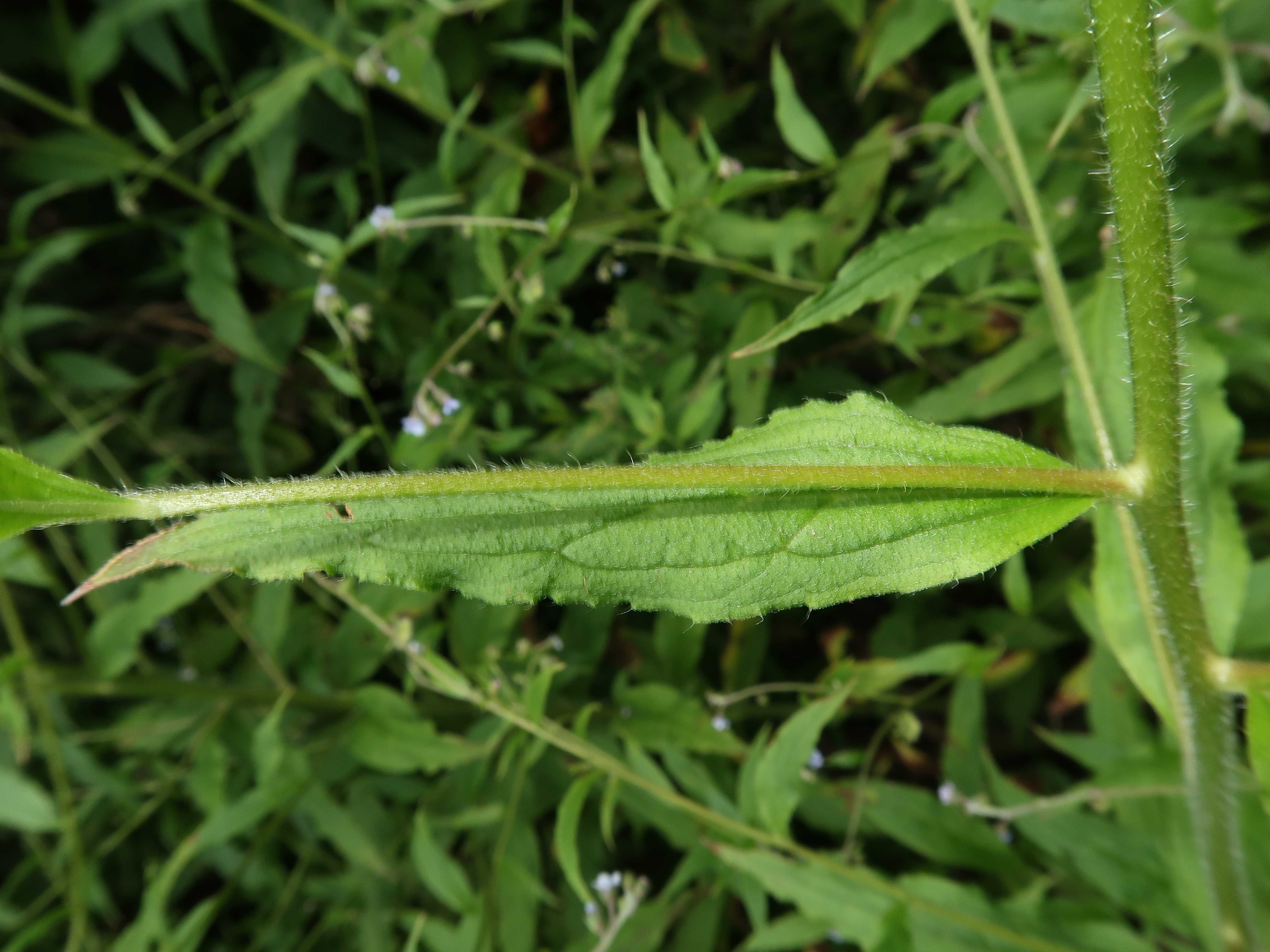
葉の表面には、まばらに細くて硬い長さ1mmほどの毛が生える。
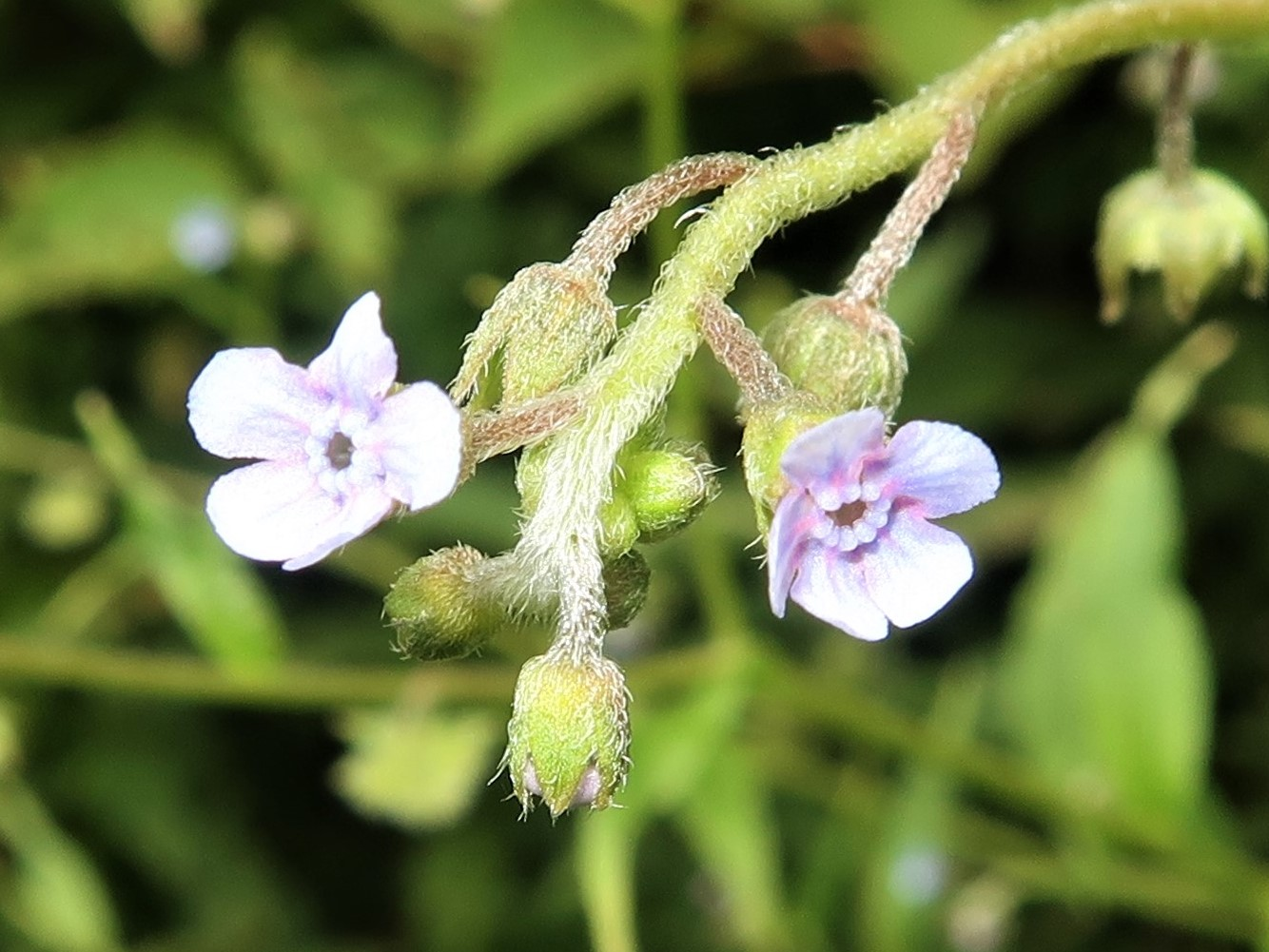
花冠は小さく、淡青紫色で5裂し、裂片は卵円形で、花冠喉部に付属体がある。
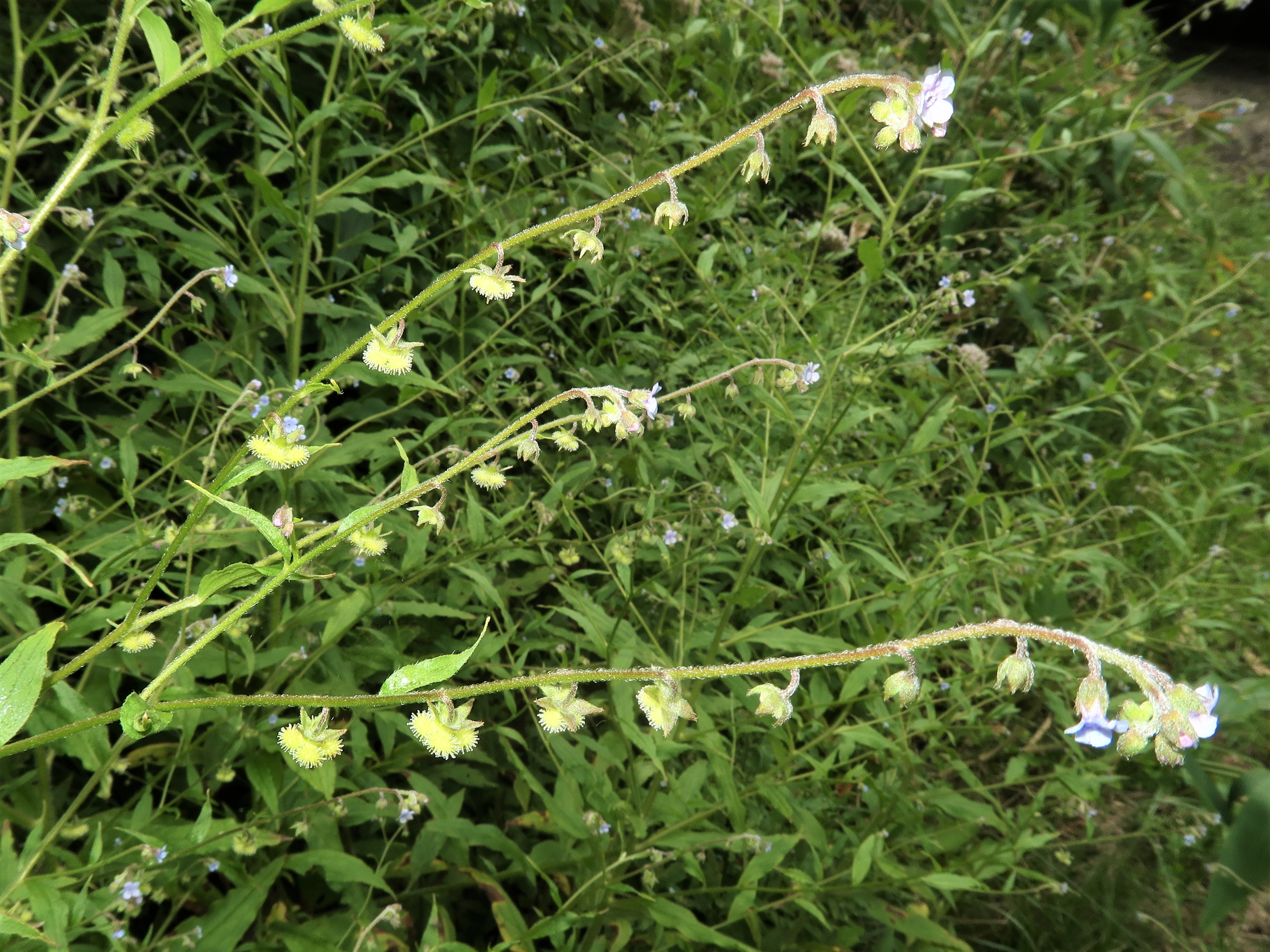
花序は長さ15-20cmに伸び、まばらに多数の花をつける。
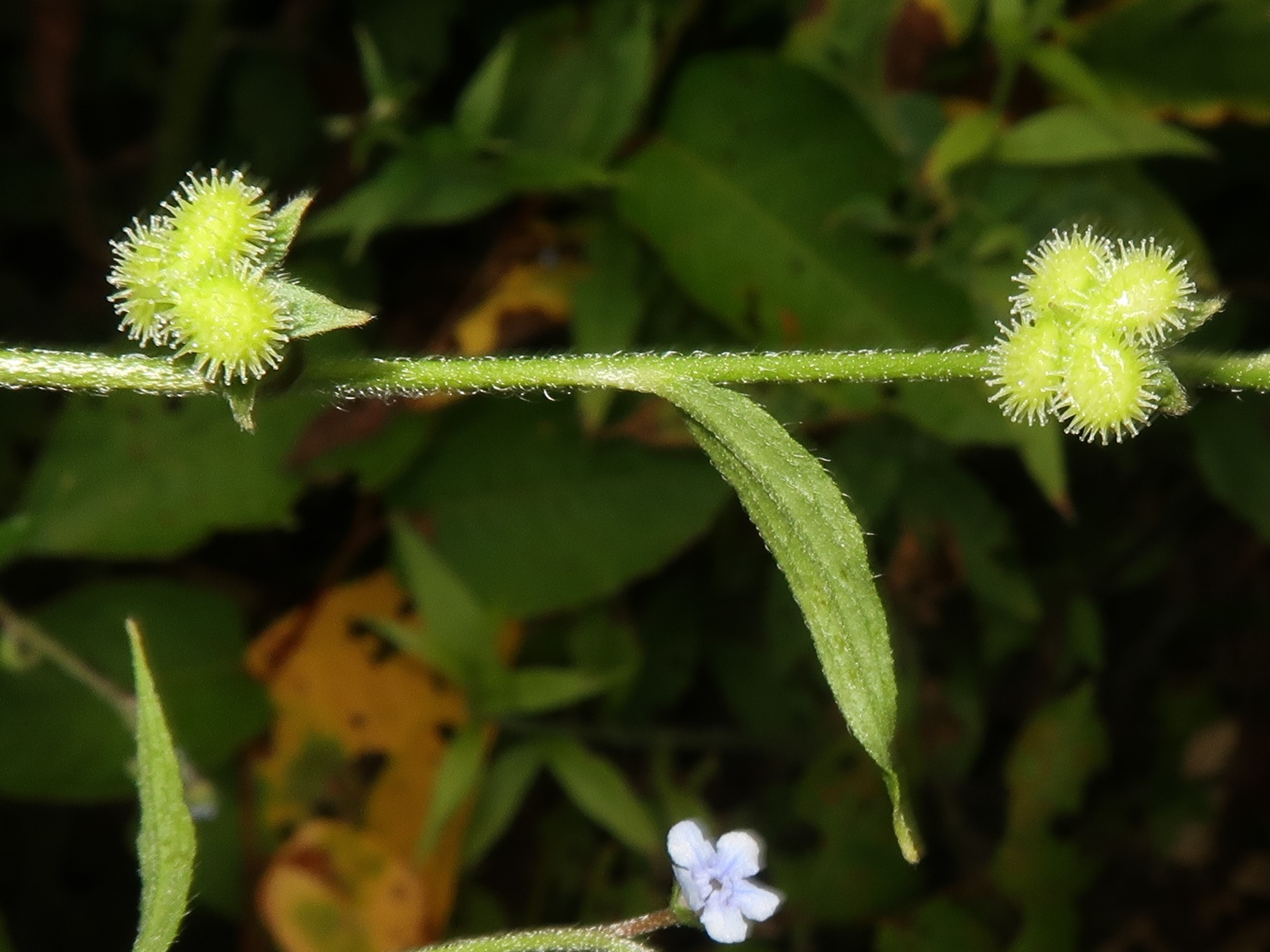
果実はやや扁平な楕円体の4つの分果になり、先端が鉤状になった太い刺が密生する。
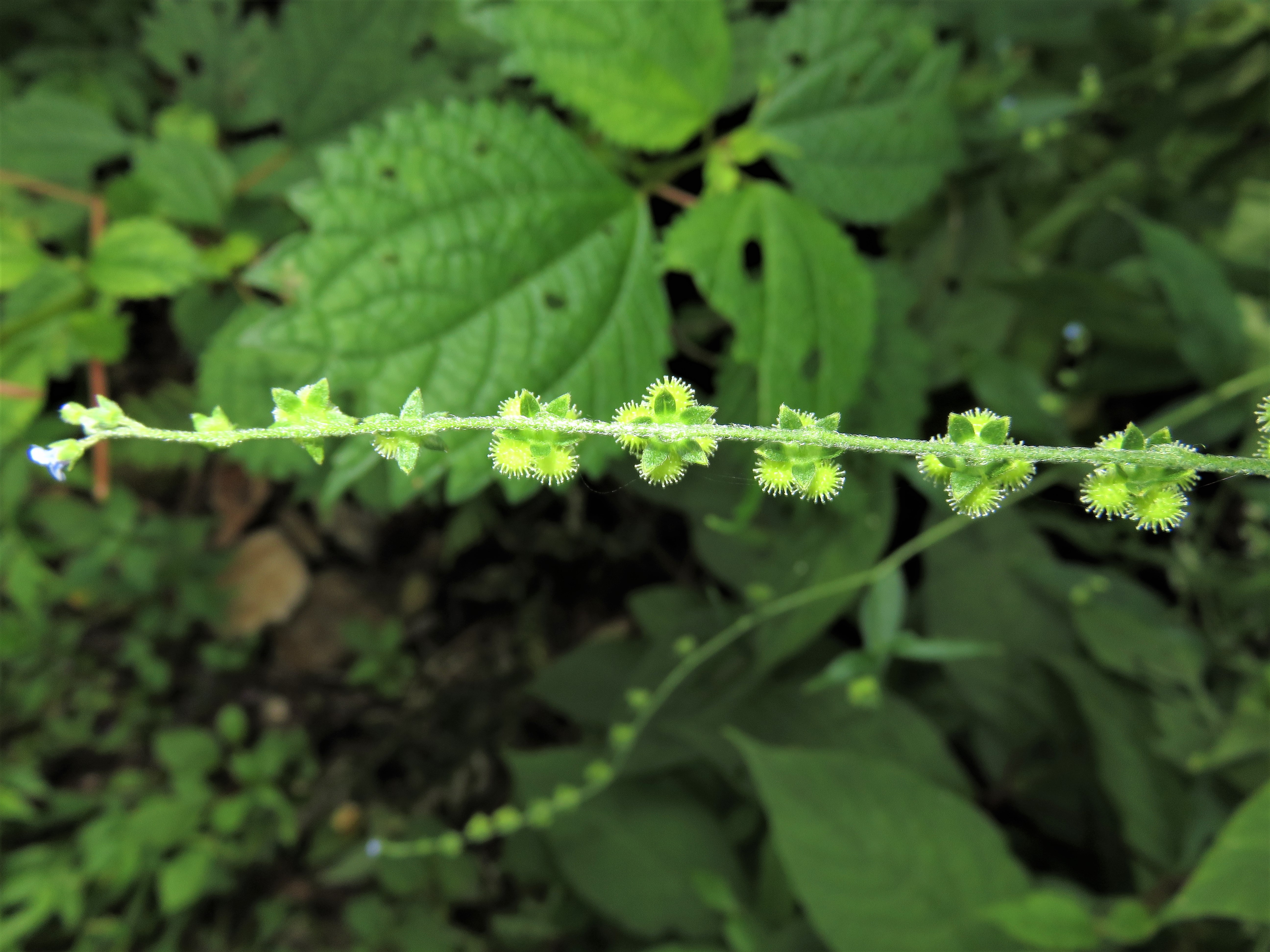
萼は深く5裂し、裂片は果時に長くなる。
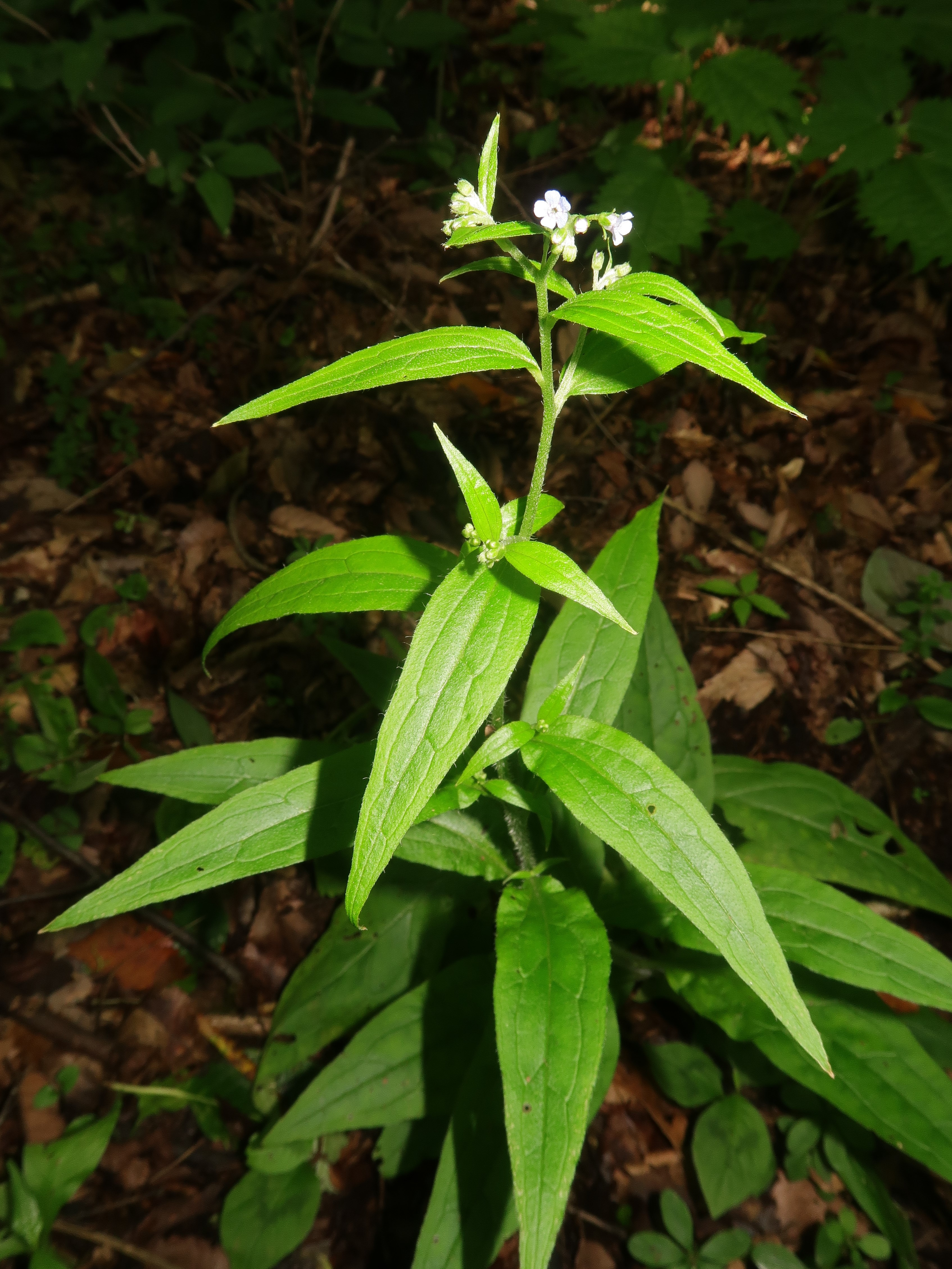
花序が伸びる前のようす。7月中旬。